# Linia Zygfryda

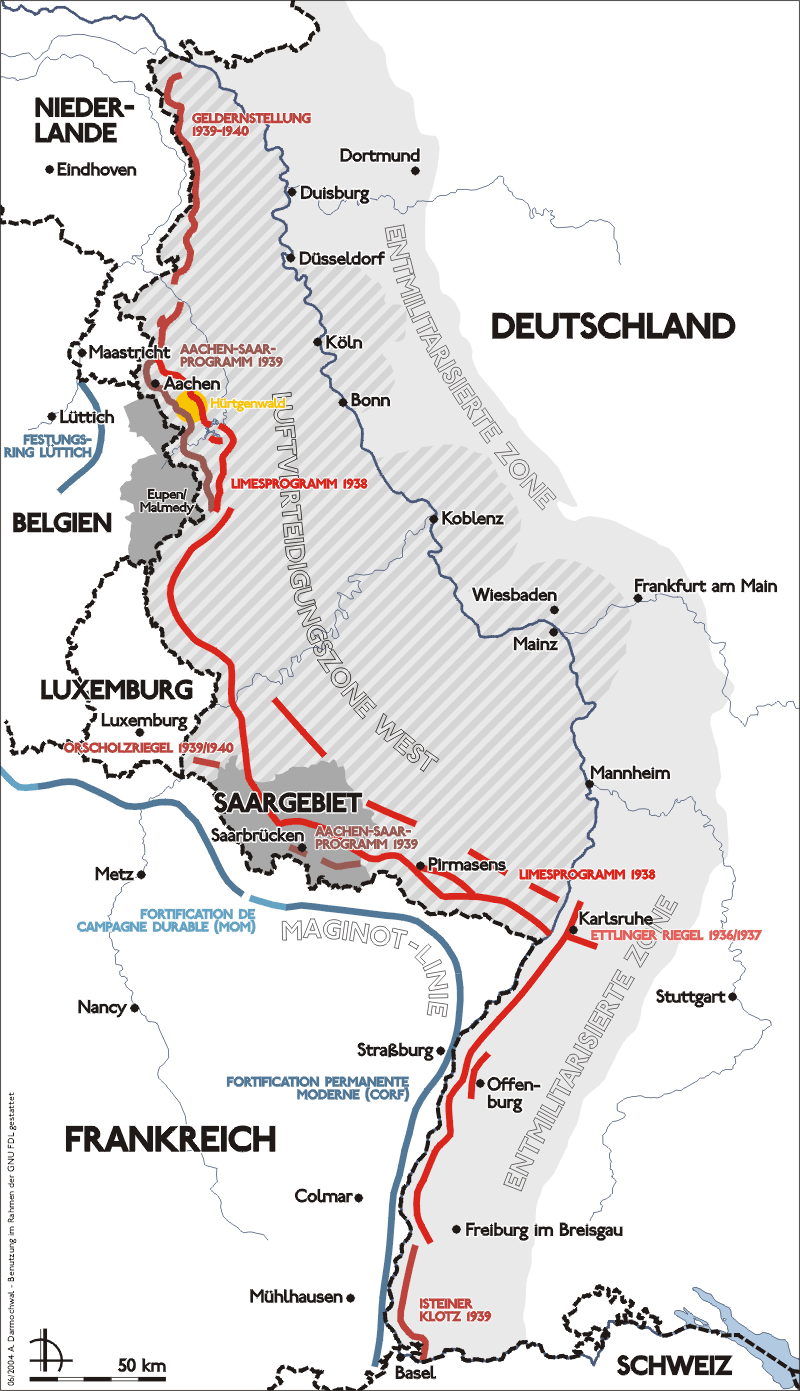
Schemat linii Zygfryda

Linia Zygfryda (niem. Siegfried-Linie; także Wał Zachodni, niem. Westwall oraz linia Hindenburga, nim. Hindenburg Linie) – system niemieckich umocnień wzdłuż granicy Niemiec z Francją i Luksemburgiem (od miasta Kleve do Bazylei), liczący ok. 600 km. Zbudowano na niej ok. 15 560 obiektów fortyfikacyjnych i umocnień.

## Historia
Jej głównym zadaniem była ochrona zachodniej granicy Niemiec z Francją. Bezpośrednią przyczyną wzniesienia fortyfikacji była obawa przed zbrojną odpowiedzią Francji i Wielkiej Brytanii po przyszłym rozpoczęciu wojny z Polską. Realizacja projektu trwała łącznie trzy lata, od 1936 r. do 1939 r. Po agresji III Rzeszy na Polskę we wrześniu 1939 r. Linia Zygfryda pomogła w zatrzymaniu francuskiej ofensywy w Saarze. Fortyfikacje rozbudowano w 1944 r. w celu odparcia wojsk alianckich, które po zwycięskiej kampanii normandzkiej zmierzały w stronę granicy Niemiec.
We wrześniu 1944 r. wojska amerykańskie, brytyjskie, kanadyjskie i francuskie zaatakowały linię Zygfryda. W rejonie lasów Hürtgen atakujący najpierw musieli przywyknąć do techniki walki w lesie. Z drugiej strony, ich niemieckich przeciwników wspierały oddziały zaprawione w boju na froncie wschodnim, którym dobrze znana była taktyka walki na terenach leśnych. Z kolei w Akwizgranie obrońcom udało się na trzy tygodnie związać Amerykanów krwawymi walkami ulicznymi, które zakończyły się 17 października 1944 r. zdobyciem pierwszego niemieckiego miasta.
W obszarze Ochsenkopf i Peterberg Niemcy mieli dodatkową przewagę: ochronę przed amerykańskim ogniem dawały im bunkry, którymi usiane były wzgórza. Większość z nich była jednak zaadaptowanymi ad hoc fortyfikacjami z czasów I wojny światowej, z tego powodu były mocno przestarzałe. Nadrabiano to sprzyjającymi obronie warunkami terenowymi. W północnym rejonie gór Eifel bunkry były usytuowane w gęstych lasach, gdzie każde drzewo stanowiło potencjalną przeszkodę dla czołgów. Niemcy mogli bronić bunkrów z niewielkiej odległości, nawet jeśli rzeczywista linia frontu przesunęła się dalej. Każda kompania i pułk niemiecki mógł skryć się za masywnymi, betonowymi ścianami. W efekcie walka o linię obrony, którą alianci chcieli początkowo zająć z marszu, zamieniła się w wojnę pozycyjną trwającą kilka miesięcy i przypominającą działania z czasów I wojny światowej. Decydującego przełamania nie przyniosło nawet zdobycie najsilniej bronionej twierdzy linii Zygfryda, Metzu, w grudniu 1944 r. Amerykańska 1 Armia była w stanie minąć bunkry i pokonać dolinę Kall dopiero po odparciu ofensywy w Ardenach na początku 1945 r.

## Szczegóły konstrukcji
Linia Zygfryda składała się z trzech stref – północnej, centralnej i południowej:
- Strefa północna miała długość ok. 250 km i składała się z tzw. pozycji Holenderskiej (od miasta Kleve do Mönchengladbach, następnie wzdłuż pozycji akwizgrańskiej (od Mönchengladbach do Scheiden) oraz linii obronnej Eiffel (Scheiden-Trewir), zlokalizowanej na wysokości Belgii i Luksemburga.
- Strefa centralna rozciągała się od Trewiru do Karlsruhe, osiągając długość ok. 160 km.
- Strefa południowa miała 170 km na odcinku Karlsruhe-Bazylea.

Ponadto linię Zygfryda tworzyły dodatkowo twierdze w Kolonii, Wesel oraz Koblencji i Moguncji. Dodatkowe rejony umocnione znajdowały się po stronie wschodniej Schwarzwaldu i wzdłuż doliny rzeki Neckar.
Linia na całej długości miała ok. 10 km szerokości pasa obrony, zwykle złożonego z dwóch osobnych linii. Umocnienia składały się z żelbetowych schronów bojowych różnego typu. Największe wykonane obiekty to tzw. Panzerwerke (nazwa częściowo propagandowa, oznaczająca dzieło pancerne, tj. schron bojowy wyposażony w pancerne kopuły i płyty) o odporności B (według niemieckiego systemu oznaczało to ściany i stropy o grubości 1,5 metra oraz pancerze 250–300 mm; obiektów o odporności A – 3,5 metra betonu, 600 mm pancerza – praktycznie nigdzie nie ukończono). Były to zazwyczaj dwukondygnacyjne schrony bojowe, wyposażone w kopuły pancerne i uzbrojone w karabiny maszynowe, granatniki i miotacze ognia. Linię uzupełniały liczne mniejsze obiekty. Na Wale Zachodnim wzniesiono także kilka grup warownych, gdzie obiekty połączone były systemem podziemnych tuneli. W efekcie zatrzymania budowy linii umocnień nie uzupełniono o schrony z wieżami artyleryjskimi i bronią przeciwpancerną. Fortyfikacje otaczano także zaporami różnego typu (np. przeciwpancerne i przeciwpiechotne). Na całej długości linii Zygfryda funkcjonował dodatkowo pas obrony przeciwlotniczej o szerokości średnio 65 km (cała linia miała od 35 do 75 km szerokości).